# شاوكسيان (قومية)
الشاوكسيان أو كوريو الصين هم شعب من الشعوب الـ 56 المكونة للنسيج العرقي الصيني لكنهم في الأصل كوريون يبلغ عددهم حوالي 2.5 مليون نسمة. يتحدث الشاوكسيان اللغة الكورية و الصينية الماندرينية. الكثير من الشاوكسيان لايمارسون أو يعتنقون أي ديانة بالرغم من بعض التواجد للمسيحية (خاصة البروتستانت) و البوذية و الكونفوشيوسية و الشامانية.